# The Sons of Lee Marvin

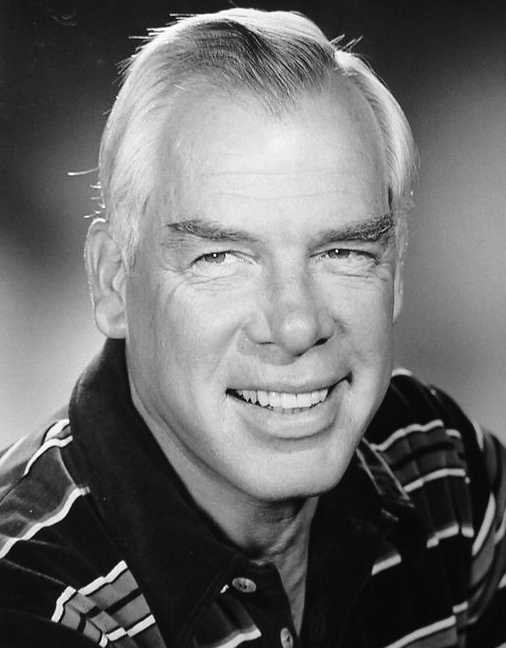
Lee Marvin en 1971.

The Sons of Lee Marvin est une société secrète et ironique consacrée à l'acteur américain emblématique Lee Marvin. La seule condition d'entrée pour le club est de ressembler physiquement, de manière plausible, à un fils de Marvin.

## Membres
Outre Jim Jarmusch, les membres fondateurs de la société seraient les acteurs et musiciens Tom Waits, John Lurie et Richard Boes,,. Le musicien Nick Cave, que Jarmusch connaissait lorsqu'il vivait à Berlin, a été intronisé après avoir été pris pour un frère du réalisateur. Le réalisateur John Boorman est un membre honoraire, ayant reçu une des cartes de visite de la société élaborées par Waits,. Selon la rumeur, Thurston Moore, Iggy Pop, Josh Brolin et Neil Young seraient membres mais aucun n'a été officiellement reconnu par la société, qui refuse de divulguer son fonctionnement interne au public. La société se réunit occasionnellement, soi-disant pour regarder ensemble des films de Lee Marvin .

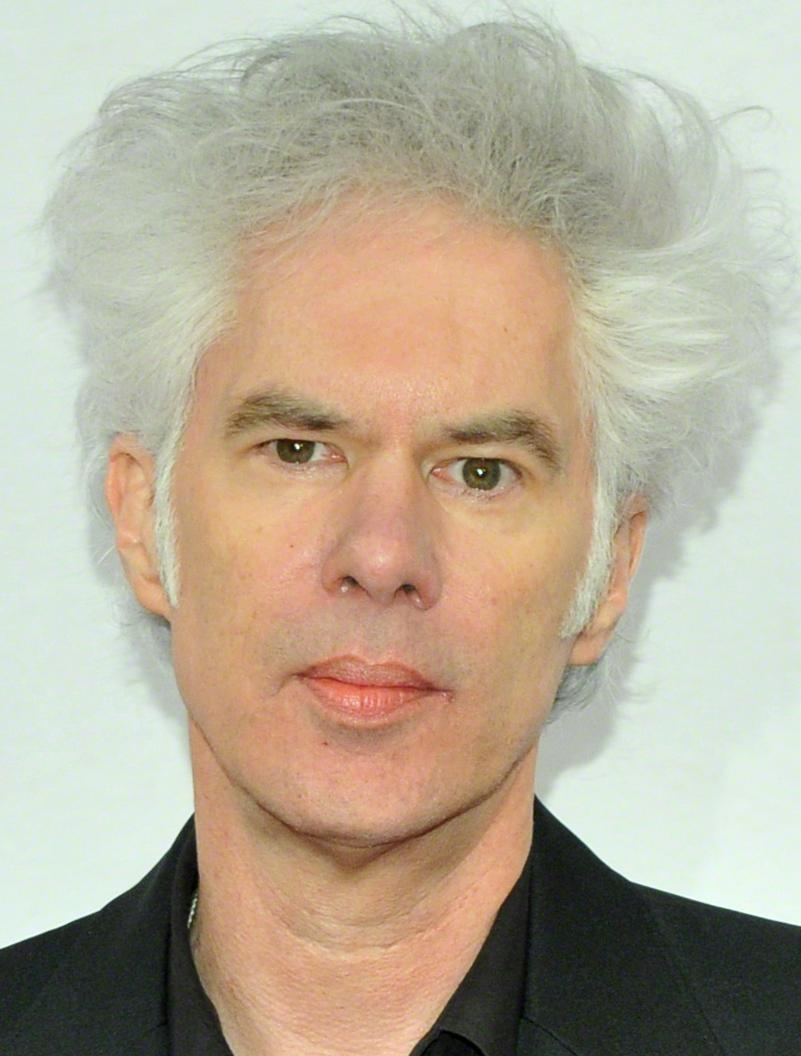
Jim Jarmusch
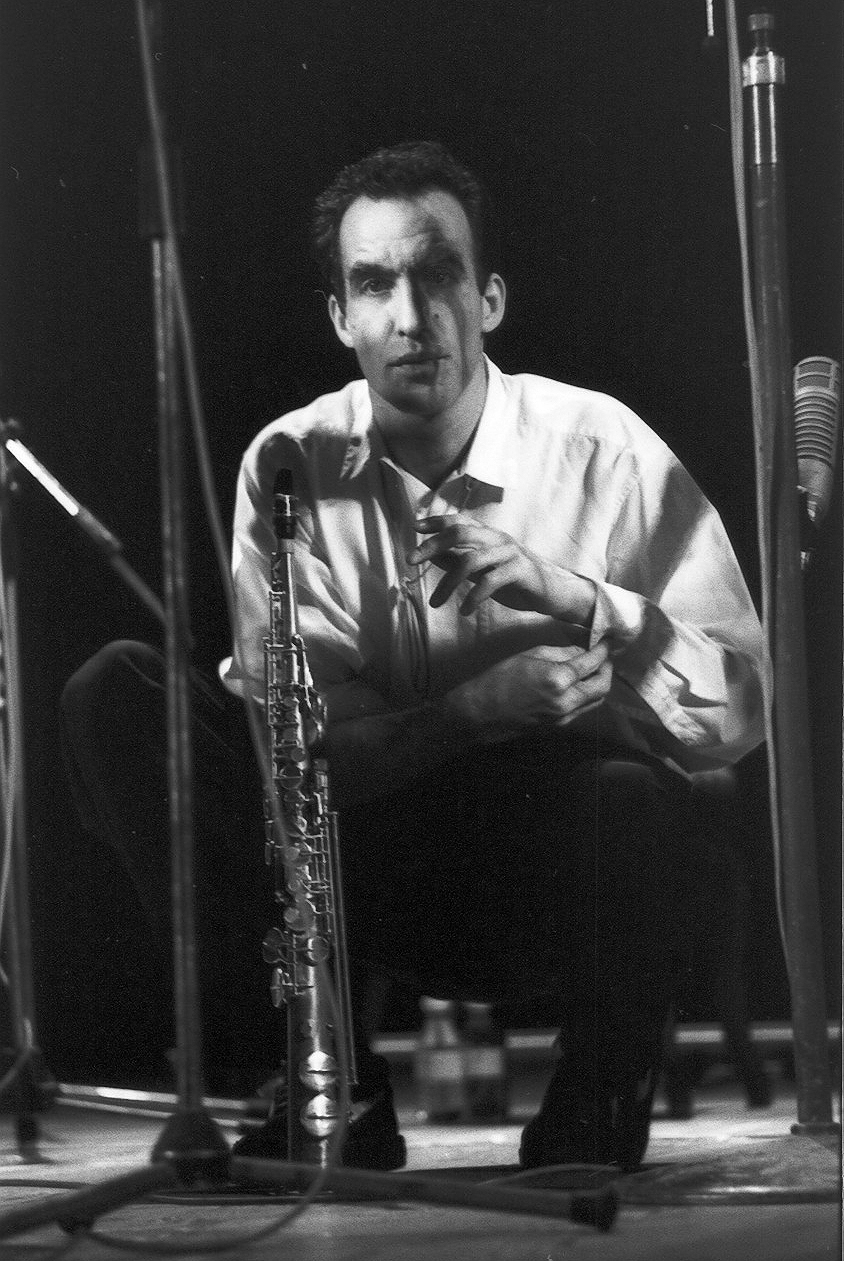
John Lurie
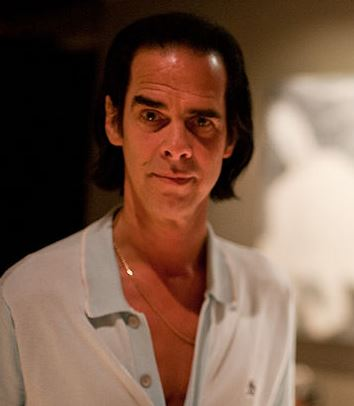
Nick Cave
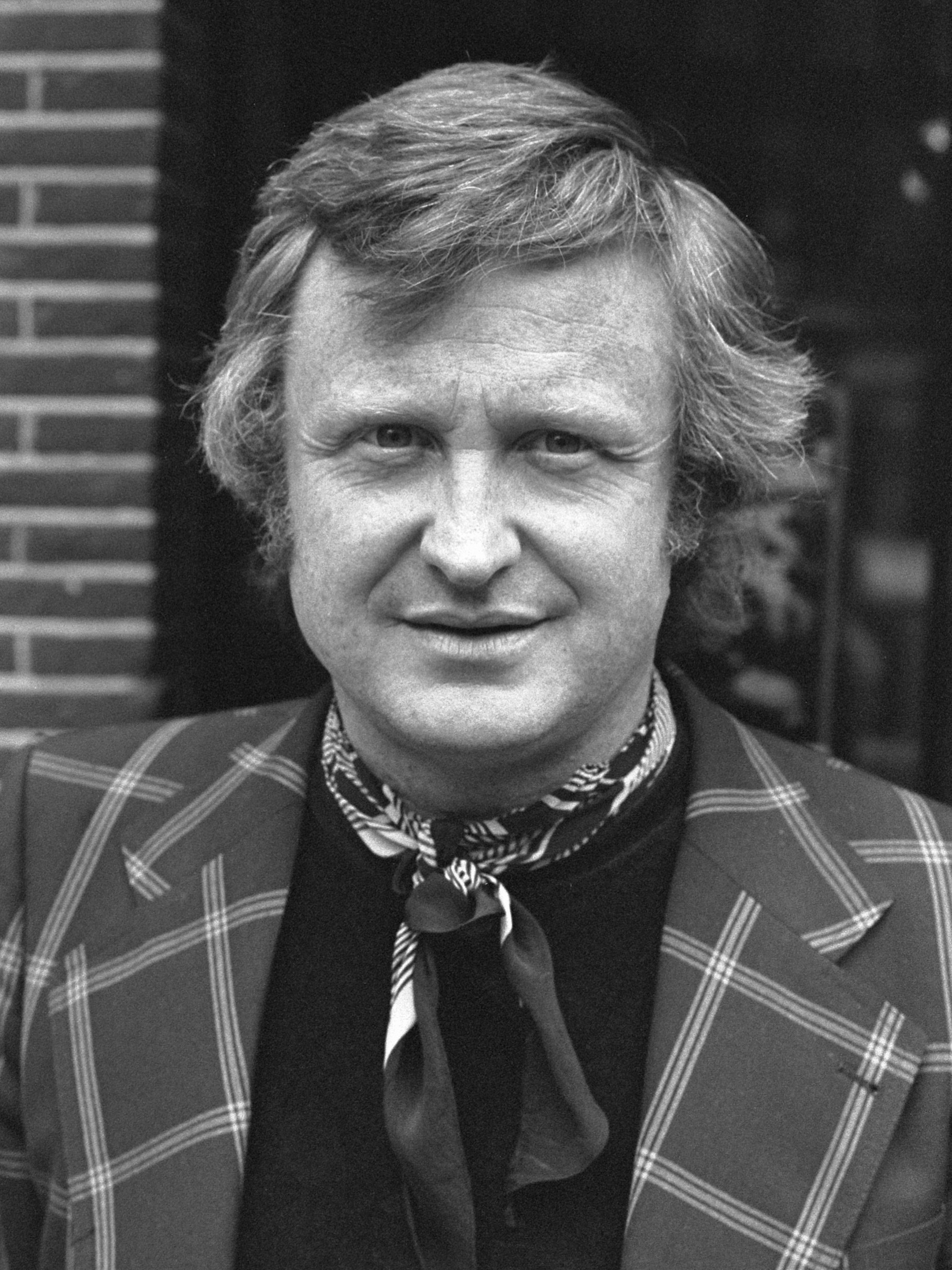
John Boorman
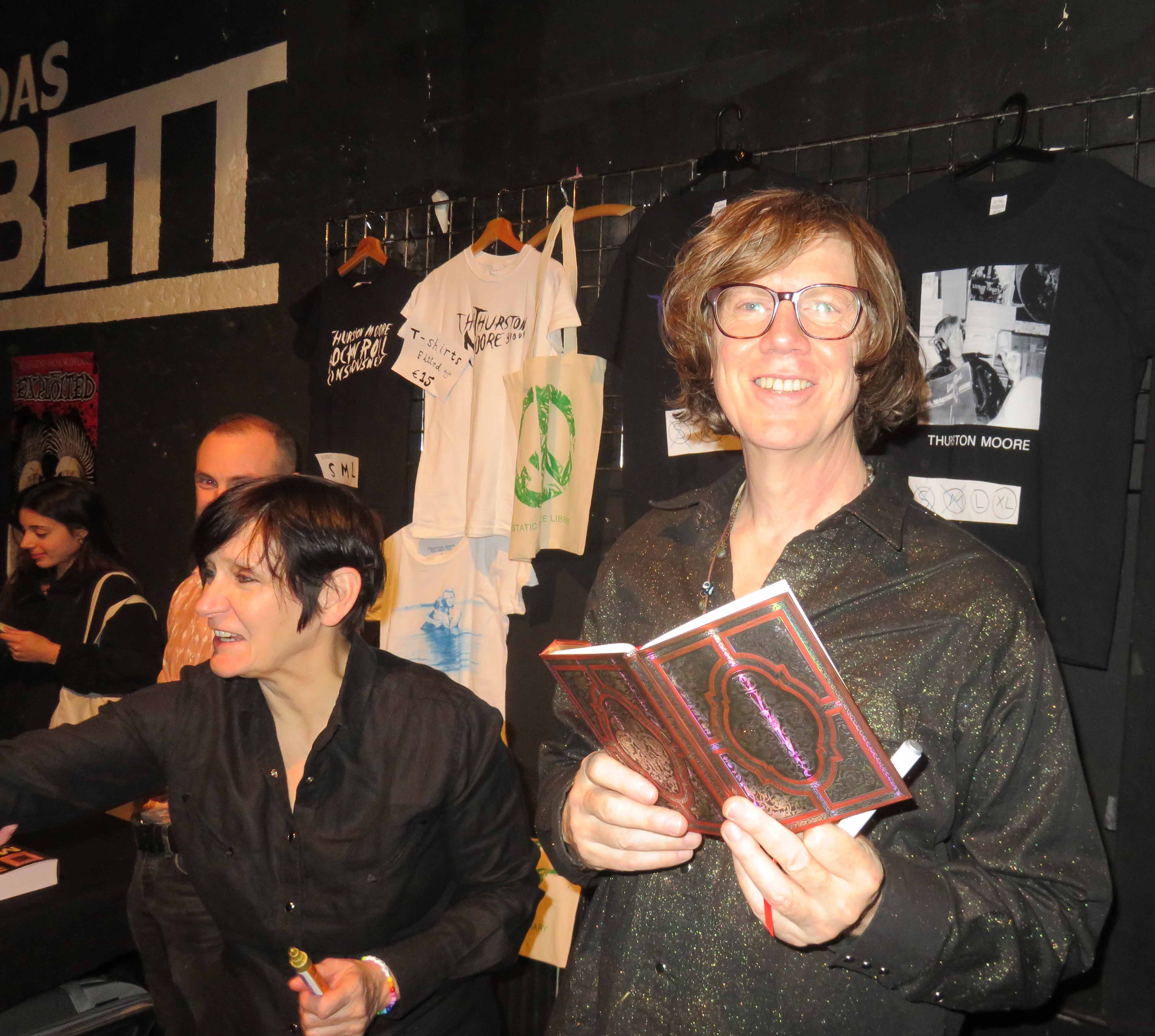
Thurston Moore
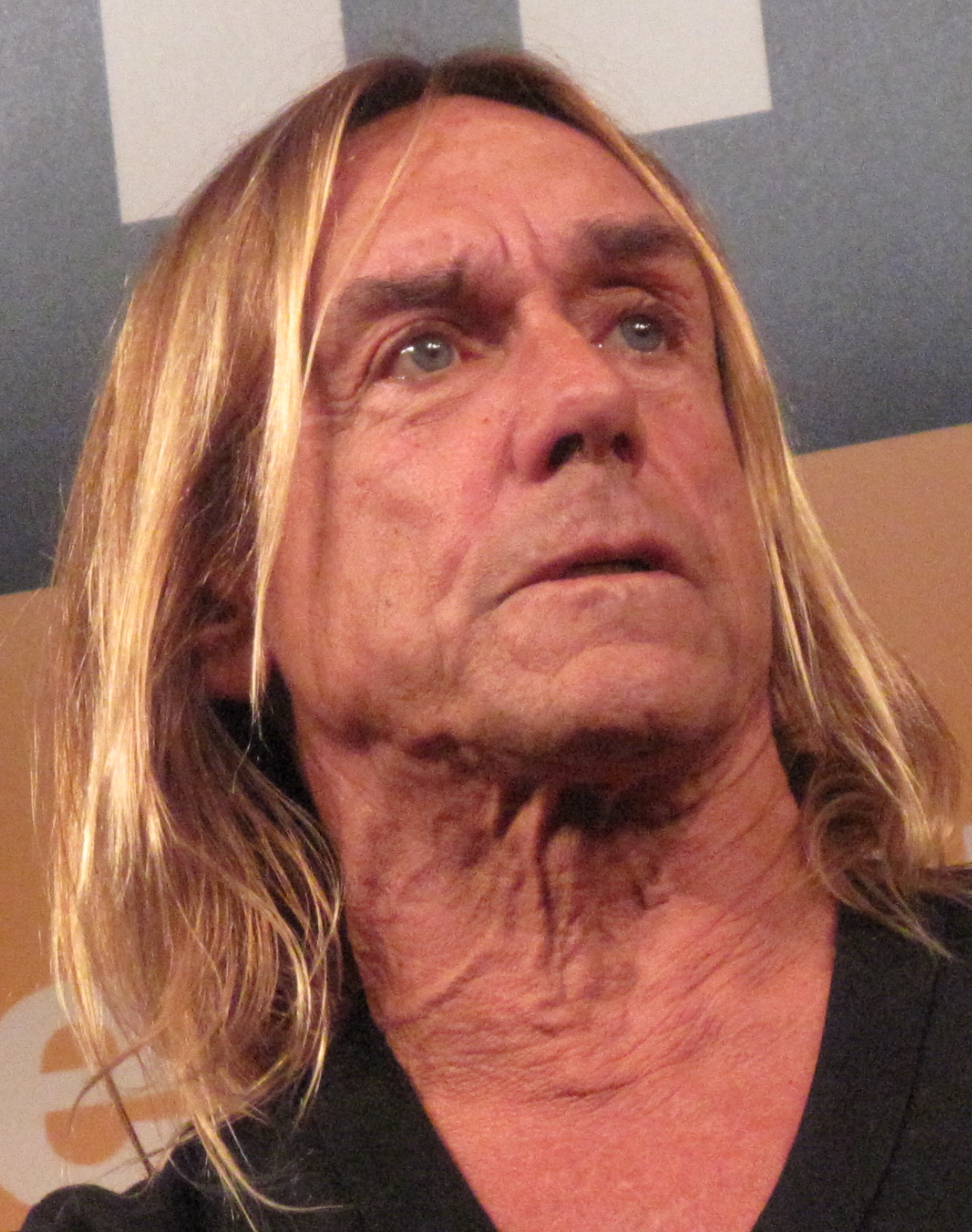
Iggy Pop
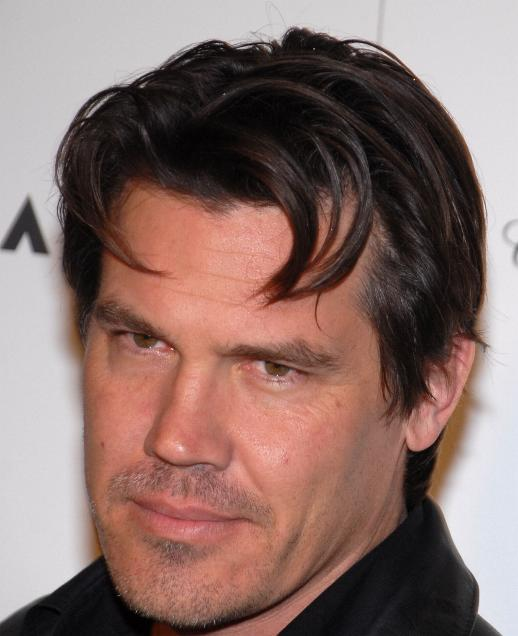
Josh Brolin
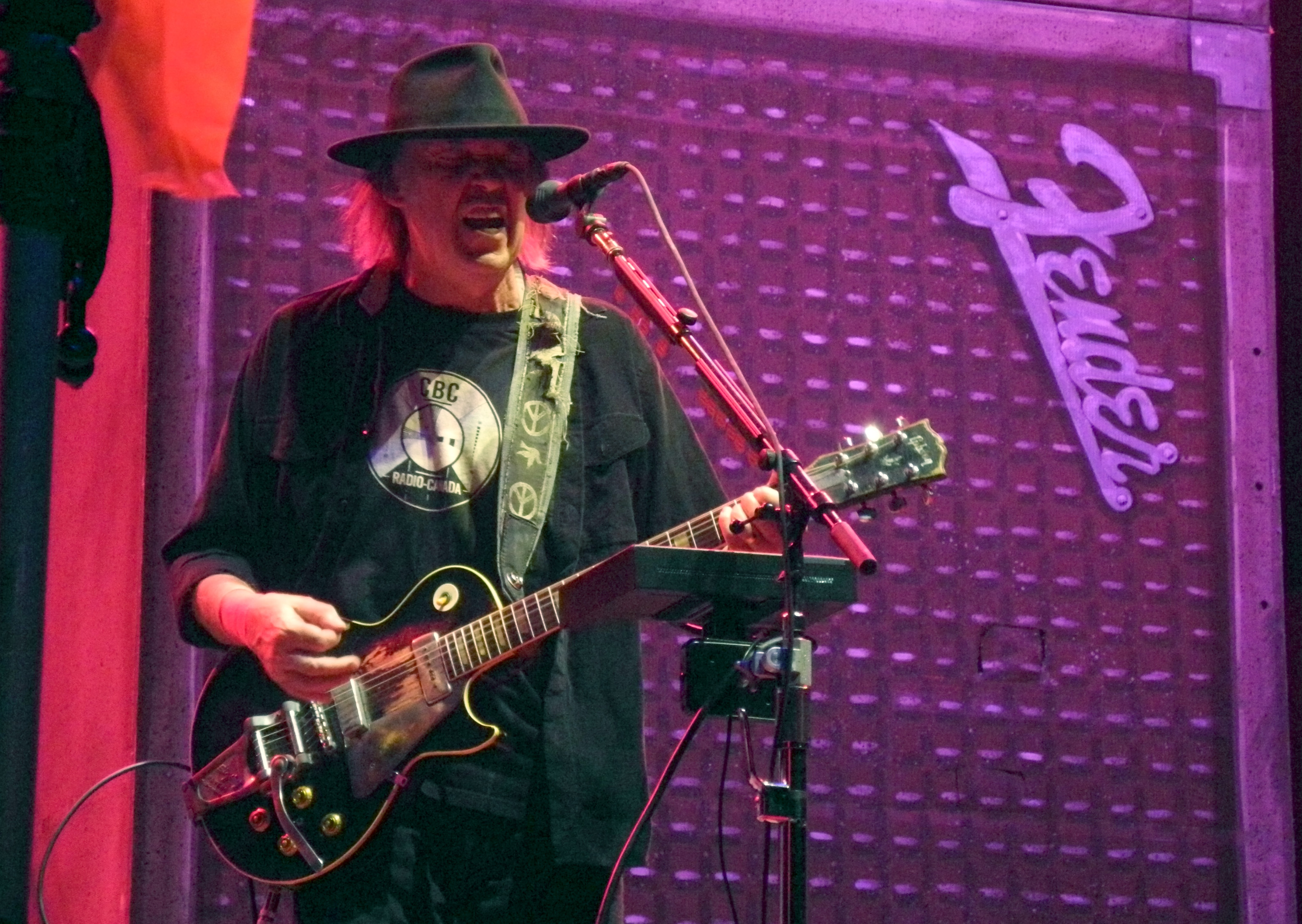
Neil Young